# Conosia angustissima
Conosia angustissima är en tvåvingeart som beskrevs av Alexander 1927. Conosia angustissima ingår i släktet Conosia och familjen småharkrankar. Inga underarter finns listade i Catalogue of Life.